# Österkvarnby
Österkvarnby, by i Pyttis kommun, Kymmenedalen, Södra Finlands län, på finska Itämyllykylä.
Jordebokshemmanen i byn var fem, nämligen:
1. Häggboms
2. Danielsbacka
3. Birils
4. Knutas
5. Knapas